# Mistrzostwa Europy U-17 w Piłce Nożnej Kobiet 2024 (eliminacje)/Runda 1 Grupa A2
W Grupie A2 eliminacji do Mistrzostw Europy U-17 2024 brały udział następujące zespoły:
- Irlandia U-17
- Islandia U-17
- Norwegia U-17
- Polska U-17

## Stadiony
Na podstawie:
| Bełchatów        | Mapa miast-gospodarzy   | Piotrków Tryb.            |
| ---------------- | ----------------------- | ------------------------- |
| GIEKSA Arena     | BełchatówPiotrków Tryb. | Stadion Miejski Concordia |
| Pojemność: 5 264 | BełchatówPiotrków Tryb. | Pojemność: 2 940          |
|                  | BełchatówPiotrków Tryb. |                           |

## Tabela
| Reprezentacja | M | W | R | P | Br+ | Br- | +/- | Pkt. |
| ------------- | - | - | - | - | --- | --- | --- | ---- |
| Polska U-17   | 3 | 3 | 0 | 0 | 13  | 1   | +12 | 9    |
| Norwegia U-17 | 3 | 2 | 0 | 1 | 4   | 4   | 0   | 6    |
| Islandia U-17 | 3 | 1 | 0 | 2 | 4   | 8   | -4  | 3    |
| Irlandia U-17 | 3 | 0 | 0 | 3 | 2   | 10  | -8  | 0    |

## Wyniki
| 12 października 2023 12:00 CET | Polska U-17 · Witek 3' · Związek 8' · Araśniewicz 39' · Einarsdóttir 50' (sam.) | 4:0(3:0)Raport | Islandia U-17 | GIEKSA Arena, Bełchatów Sędzia: Rita Vehapi |
|                                |                                                                                 |                |               |                                             |

| 12 października 2023 15:00 CET | Norwegia U-17 · Lium 90+5' | 1:0(0:0)Raport | Irlandia U-17 | Stadion Miejski Concordia, Piotrków Trybunalski Sędzia: Teresa Oliveira |
|                                |                            |                |               |                                                                         |

| 15 października 2023 12:00 CET | Polska U-17 · Araśniewicz 1' · Zielińska 45' · Flis 83' | 3:0(2:0)Raport | Norwegia U-17 | GIEKSA Arena, Bełchatów Sędzia: Anastasia Mylopoulou |
|                                |                                                         |                |               |                                                      |

| 15 października 2023 15:00 CET | Irlandia U-17 · Sena 27' | 1:3(1:0)Raport | Islandia U-17 · 65' Jónsdóttir · 78' Jónsdóttir · 90+5' Pálmadóttir | Stadion Miejski Concordia, Piotrków Trybunalski Sędzia: Teresa Oliveira |
|                                |                          |                |                                                                     |                                                                         |

| 18 października 2023 12:00 CET | Irlandia U-17 · Devereux 2' | 1:6(1:3)Raport | Polska U-17 · 12', 90+5' Ostrowska · 16' Skrzypczyk · 31' (k) Witek · 55' Związek · 78' Łapińska | Stadion Miejski Concordia, Piotrków Trybunalski Sędzia: Anastasia Mylopoulou |
|                                |                             |                |                                                                                                  |                                                                              |

| 18 października 2023 12:00 CET | Islandia U-17 · Sagen 6' (sam.) | 1:3(1:3)Raport | Norwegia U-17 · 2' Cotrau · 17' Kerim-Lindland · 30' Ulstein | GIEKSA Arena, Bełchatów Sędzia: Rita Vehapi |
|                                |                                 |                |                                                              |                                             |

## Strzelczynie

### 2 gole
- Weronika Araśniewicz
- Julia Ostrowska
- Zuzanna Witek
- Oliwia Związek

### 1 gol
- Rebecca Devereux
- Kiera Sena
- Hrefna Jónsdóttir
- Ragnheiður Jónsdóttir
- Thelma Pálmadóttir
- Luana Cotrau
- Anny Kerim-Lindland
- Hedda Krogstad Lium
- Elle Ulstein
- Krystyna Flis
- Oliwia Łapińska
- Anna Skrzypczyk
- Maja Zielińska

### Gole samobójcze
- Helga Rut Einarsdóttir (dla  Polska U-17)
- Tuva Olaussen Sagen (dla  Islandia U-17)